# برتنیتشکا
برتنیتشکا (به چکی: Brtnička) یک منطقهٔ مسکونی در جمهوری چک است که در ناحیه ییهلاوا واقع شده‌است. برتنیتشکا ۳٫۰۹ کیلومتر مربع مساحت و ۱۱۶ نفر جمعیت دارد و ۵۹۷ متر بالاتر از سطح دریا واقع شده‌است.